# Rudolf Raftl
Rudolf Raftl (né le 7 février 1911 à Vienne en Autriche-Hongrie et mort le 5 septembre 1994) était un joueur international de football autrichien qui jouait gardien de but.

## Biographie
Originaire de Vienne, il passe toute sa carrière dans des clubs viennois. Il commence au Hertha Vienne avant d'aller au Rapid de Vienne, et finit sa carrière au First Vienna FC.
En international, il joue six fois avec l'équipe d'Autriche et participe à la coupe du monde 1934 en Italie. Après l'annexion de son pays par Adolf Hitler, il joue avec l'équipe d'Allemagne et participe à la coupe du monde 1938 en France.